# HK Chakhtsior Salihorsk
Le HK Chakhtsior Salihorsk - en biélorusse : ХК Шахцёр Салігорск et en anglais : Shakhtar Soligorsk - est un club de hockey sur glace de Salihorsk en Biélorussie. Il évolue dans l'Ekstraliga.

## Historique
Le club est créé en 2009. La même année, il signe une affiliation d'une saison pour être le club-école du Dinamo Minsk pensionnaire de la Ligue continentale de hockey.

## Palmarès
- Vainqueur du Championnat de Biélorussie : 2015.